# Balti projekt
A Balti projekt (angol: Baltic Project) John Fisher brit tengernagy által megfogalmazott terv volt az első világháború gyors befejezésére. A terv szerint jelentős brit vagy orosz haderőt kellett partra tenni Pomeránia sík tengerpartján, Berlintől mindössze 160 km távolságban. A főváros bevételétől a német ellenállás összeomlását várták.
A hadművelet támogatására egy speciálisan erre a feladatra összeállított nagy flottára lett volna szükség. Az inváziós haderőtől tengeralattjárók és nagy kiterjedésű aknamezők tartották volna távol a német hadihajókat. A kivitelezéséhez több mint 600 speciális járműre lett volna szükség, köztük partraszállító járművekre, aknaszedőkre, rombolókra, könnyűcirkálókra, monitorokra és néhány kis merülésű nagy hadihajóra. Utóbbiak a Glorious, a Furious és a Courageous csatacirkálók voltak.
A terv soha nem került megvalósításra, helyette a Dardanellák elleni hadműveletet indították meg.

## Lásd még
- Catherine hadművelet – A második világháború hasonló célzatú tervezett hadművelete.
- A Dardanellák ostroma